# Парад на Красной площади 7 ноября 1966 года
Парад на Красной площади 7 ноября 1966 года, был проведён в 49-ю годовщину Великой Октябрьской Социалистической революции.

## История
Военный парад принимал, будучи уже тяжело больным, Маршал Советского Союза Родион Яковлевич Малиновский.
Впервые на военном параде в Москве 7 ноября 1966 года был продемонстрирован подвижной грунтовой ракетный комплекс, оснащённый межконтинентальной баллистической ракетой (прообразом будущего «Тополя-М»), противоракета А-35, самоходная пусковая установка зенитно-ракетного комплекса «Круг».
Из военной техники на параде были представлены:
- Самоходная ПУ 8У218 (объект 803) на базе ИСУ-152К ракетного комплекса с ОТР Р-11М (8К11).
- Транспортировщик противоракеты А-350Ж (5В61) в транспортно-пусковом контейнере (ТПК) системы ПРО А-35.
- ЗУР В-300 («205», 5В7) на транспортной машине-установщике (седельный тягач ЗИЛ-157), из состава ЗРС С-25 «Беркут».
- Самоходная ПУ 2П24 (об.123) с двумя ЗУР 3М8, из состава ЗРК 2К11 «Круг».